# Joana Sofia de Hohenlohe-Langemburgo
Joana Sofia de Hohenlohe-Langemburgo (em alemão:  Johanna Sophia; Langemburgo, 16 de dezembro de 1673 — Stadthagen, 18 de agosto de 1743) foi uma condessa de Hohenlohe-Langemburgo por nascimento e condessa de Eschaumburgo-Lipa pelo seu casamento com Frederico Cristiano de Eschaumburgo-Lipa.

## Família
Joana Sofia foi a sexta filha e décima primeira criança nascida do conde Henrique Frederico de Hohenlohe-Langemburgo e de sua segunda esposa, a condessa Juliana Doroteia de Castell-Remlingen. Seus avós paternos eram o conde Filipe Ernesto de Hohenlohe-Langemburgo e a condessa Ana Maria de Solms-Sonnenwalde. Seus avós maternos eram o conde Wolfgang Jorge I de Castell-Remlingen e a condessa Juliana Sofia de Hohenlohe-Langemburgo.
Ela teve quinze irmãos por parte de mãe e pai. Alguns deles eram: o conde Alberto Wolfgang de Hohenlohe-Langemburgo, casado com Sofia Amália de Nassau-Saarbrücken, irmã do marido de Filipina; Cristiana Maria, freira na Abadia de Gandersheim; Filipina Henriqueta, esposa do conde Luís Crato de Nassau-Saarbrücken, etc.
Além disso, teve dois meio-irmãos e duas meia-irmãs pelo primeiro casamento de seu pai com Leonor Madalena de Hohenlohe-Weikersheim, que eram: Sofia Maria, Filipe Alberto, Maria Madalena e Ernesto Ebardo Frederico.

## Biografia
Aos dezessete anos, Joana Sofia casou-se com o conde Frederico Cristiano, de trinta e cinco, em 4 de janeiro de 1691, em Langemburgo. Ele era filho de Filipe I de Eschaumburgo-Lipa e de Sofia de Hesse-Cassel.
No início do casamento, ela acompanhava seu marido em suas viagens frequentes. Quando houve um desentendimento entre o casal, a condessa mudou-se com dois de seus filhos para Hanôver. 
Eles se divorciaram em 1723. O casal teve seis filhos, cinco meninos e uma menina.
Joana Sofia tornou-se amiga de Carolina de Ansbach, a quem acompanhou até o Reino Unido para o casamento da princesa com o rei Jorge II da Grã-Bretanha. Ela foi dama de companhia da corte real em Londres.
A condessa faleceu aos 69 anos de idade em 18 de agosto de 1743, na cidade de Stadthagen, no atual estado alemão da Baixa Saxônia, onde foi enterrada.

## Descendência
- Frederico Augusto de Eschaumburgo-Lipa (1693 – 1694);
- Guilherme Luís de Eschaumburgo-Lipa (n. e m. 1695);
- Sofia Carlota de Eschaumburgo-Lipa (n. e m. 1697);
- Filipe de Eschaumburgo-Lipa (1697 – 1698);
- Alberto Wolfgang de Eschaumburgo-Lipa (27 de abril de 1699 – 24 de outubro de 1748), sucessor do pai. Foi primeiro casado com Margarida Gertrudes de Oeynhausen, filha ilegítima do rei Jorge I da Grã-Bretanha, com quem teve dois filhos, e depois foi marido de Carlota de Nassau-Siegen;
- Frederico Carlos Luís de Eschaumburgo-Lipa (1702 – 1776).